# 施瓦本门
施瓦本门（Schwabentor）是德国巴登-符腾堡州弗赖堡中世纪城墙残存的两个城门之一。
20世纪初，塔楼按照卡尔·舍费尔的设计，采用德国北部城市样式，加高了一倍。
大门旁边是一个广场，非正式称为“1848年最后路障广场”（Platz der letzten Barrikade von 1848）。在1848年复活节周一，巴登的起义军被巴登大公的政府部队击败。
施瓦本门位于市中心行人专用区的边界，有一条电车路线通往镇外。
1969年以来在施瓦本门开设一个小型的私人博物馆，命名为Zinnfigurenklause，描绘该地区历史的不同场景。